# Herbert Kroemer

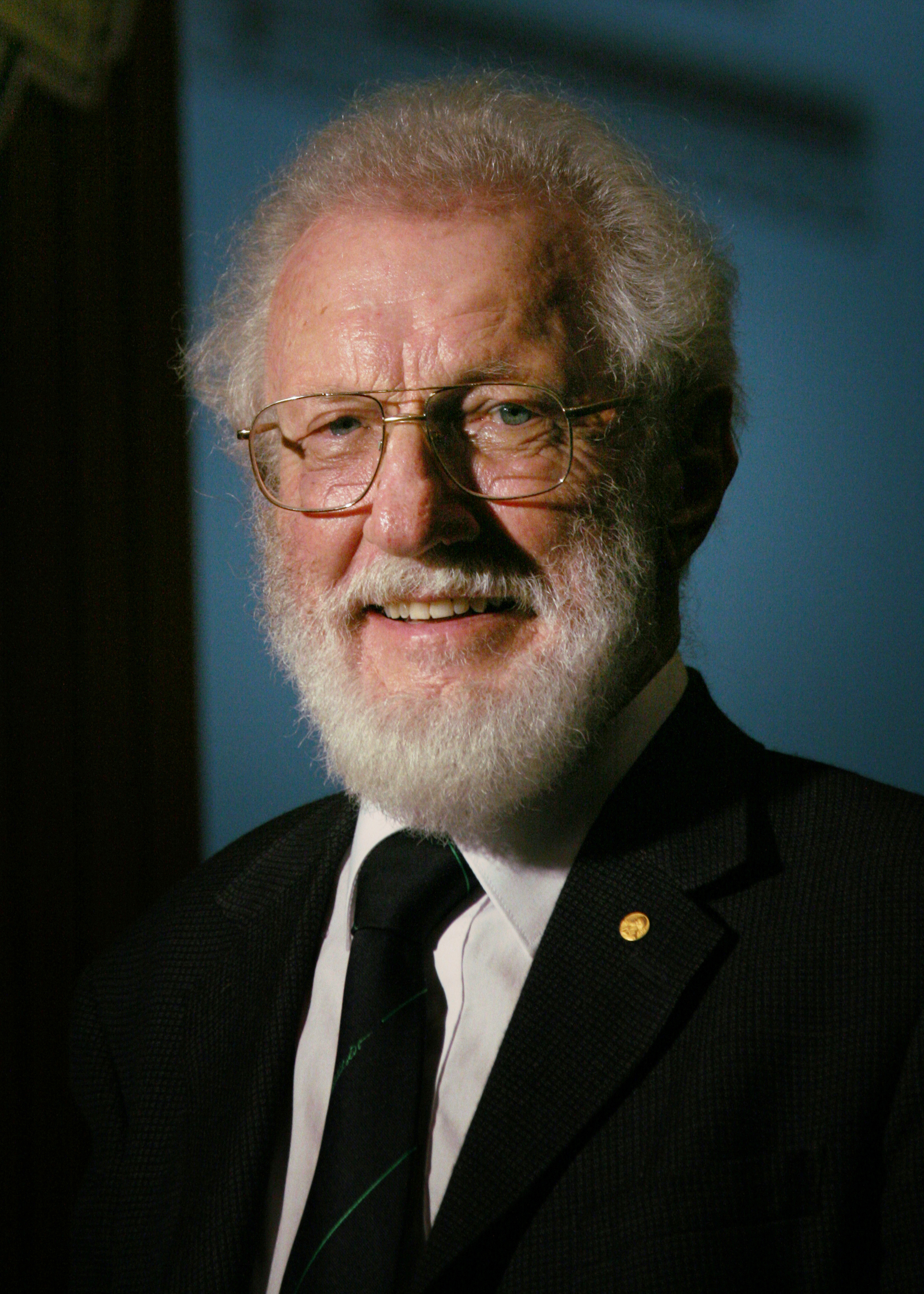
Herbert Kroemer (2008)

Herbert Kroemer, auch Herbert Krömer geschrieben (* 25. August 1928 in Weimar; † 8. März 2024), war ein deutscher Physiker und Hochschullehrer, der im Jahr 2000 den Nobelpreis erhielt.

## Leben
Herbert Kroemer begann nach dem Abitur am Friedrich-Schiller-Gymnasium Weimar 1947 mit dem Physikstudium an der Universität Jena und besuchte unter anderem Vorlesungen bei Friedrich Hund. 
Als er während der Berliner Luftbrücke zu einem Praktikum in Berlin war, nutzte er die Gelegenheit zur Flucht nach Westdeutschland und setzte sein Studium an der Georg-August-Universität Göttingen fort. Er promovierte 1952 bei Richard Becker auf dem Gebiet der Theoretischen Physik über Effekte von heißen Elektronen in Transistoren und arbeitete anschließend als „angewandter Theoretiker“, wie er es selbst nannte, im Fernmeldetechnischen Zentralamt (FTZ) der Deutschen Bundespost.
1954 ging er in die USA und arbeitete bei verschiedenen Forschungseinrichtungen an der Princeton University und in Palo Alto. Er lehrte von 1968 bis 1976 als Professor für Physik an der University of Colorado at Boulder und wechselte anschließend an die University of California, Santa Barbara.
Herbert Kroemer starb am 8. März 2024 im Alter von 95 Jahren.

## Werk
Herbert Kroemer arbeitete nicht an Themen, die gerade „aktuell“ waren, sondern bevorzugte Bereiche, deren Bedeutung erst Jahre später deutlich wurde. So veröffentlichte er in den 1950er Jahren Arbeiten über das Konzept eines Heterojunction bipolar transistors, der Frequenzen im Gigahertzbereich ermöglicht. 1963 entwickelte er das Konzept von Doppelheterostrukturlasern, das Grundkonzept von Halbleiterlasern. Beide Konzepte waren ihrer Zeit weit voraus und konnten erst nach der Entwicklung der Epitaxie in den 1980er Jahren verwirklicht werden.

„Die entscheidenden Anwendungen jeder hinreichend neuen und innovativen Technologie waren immer Anwendungen, die von der Technologie selbst erst erschaffen wurden – und das wird auch in Zukunft so bleiben.“

In seiner Zeit in Santa Barbara verschoben sich seine Hauptaktivitäten von der Theorie in den experimentellen Bereich. So war er Ende der 1970er Jahre maßgeblich an der Entwicklung der Molekularstrahlepitaxie beteiligt, wobei er neue Materialkombinationen wie Galliumphosphid und Galliumarsenid auf Siliciumsubstraten herstellte und untersuchte. Nach 1985 verschob sich sein Interesse auf die Materialkombinationen Indiumarsenid, Galliumantimonid und Aluminiumantimonid.
Ihm wurde im Jahr 2000 zusammen mit Schores Alfjorow der Nobelpreis für Physik für die Entwicklung von Halbleiterheterostrukturen für Hochgeschwindigkeits- und Optoelektronik verliehen. Der dritte Preisträger war Jack Kilby für die Entwicklung Integrierter Schaltkreise.
Zusammen mit Charles Kittel schrieb er ein Lehrbuch über Thermodynamik.

## Auszeichnungen
- 1972: Fellow der American Physical Society
- 1973: J. J. Ebers Award, IEEE
- 1982: Heinrich-Welker-Medaille, International Symposium on GaAs and Related compounds
- 1983: National Lecturer, IEEE Electron Devices Society
- 1986: Jack Morton Award, IEEE
- 1994: Alexander-von-Humboldt-Forschungspreis
- 2000: Nobelpreis für Physik
- 2001: Großes Verdienstkreuz mit Stern und Schulterband des Verdienstordens der Bundesrepublik Deutschland
- 2003: Mitglied der National Academy of Sciences
- 2006: Ehrendoktorwürde der Universität Duisburg-Essen[4]
- 2007: Ehrenmitglied der Akademie gemeinnütziger Wissenschaften zu Erfurt
- 2008: Ehrendoktorwürde der Physikalisch-Astronomischen Fakultät der Universität Jena
- Der Asteroid (24751) Kroemer wurde nach ihm benannt.